# Vlag van Midden-Drenthe

Vlag van de gemeente Midden-Drenthe

De vlag van Midden-Drenthe is op 29 juni 2002 vastgesteld als de gemeentelijke vlag van de Drentse gemeente Midden-Drenthe. De vlag is in overleg met de Hoge Raad van Adel tot stand gekomen en bevat elementen van het wapen van Midden-Drenthe. De vlag is groen met in de broeking kruisgewijs vier gele lelies afgebeeld.
De lelies verwijzen naar de gemeentenaam en diens centrale ligging in Drenthe. De kleur groen verwijst op haar beurt naar de natuur en de landbouw in de gemeente.

## Verwante afbeeldingen

Wapen van Midden-Drenthe

Aa en Hunze ·
Assen ·
Borger-Odoorn ·
Coevorden ·
De Wolden ·
Emmen ·
Hoogeveen ·
Meppel ·
Midden-Drenthe ·
Noordenveld ·
Tynaarlo ·
Westerveld